# Bridgeport (Oklahoma)
Bridgeport è una città degli Stati Uniti, situata nello Stato dell'Oklahoma, nella Contea di Caddo.